# 斯普林普萊斯 (喬治亞州)
斯普林普萊斯（英語：Spring Place）是位於美國喬治亞州莫雷縣的一個非建制地區。該地的面積和人口皆未知。

## 地理
斯普林普萊斯的座標為34°45′29″N 84°49′16″W / 34.75806°N 84.82111°W，而該地的平均海拔高度為216米（即709英尺）。